# Commission de l'emploi et des affaires sociales
La commission de l'emploi et des affaires sociales (EMPL) est l'une des 22 commissions et sous-commissions du Parlement européen.

## Présidents
| Nom                      | Durée       | Pays      | Groupe politique |
| ------------------------ | ----------- | --------- | ---------------- |
| Pervenche Berès          | 2009-2014   | France    | S&D              |
| Thomas Händel            | 2014-2019   | Allemagne | GUE/NGL          |
| Lucia Ďuriš Nicholsonová | 2019-2022   | Slovaquie | CRE → RE         |
| Dragoș Pîslaru           | 2022-2024   | Roumanie  | RE               |
| Li Andersson             | depuis 2024 | Finlande  | GUE/NGL          |

## Principaux membres

### Législature 2009-2014
| Nom                  | Position au sein de la commission | Pays        | Groupe politique |
| -------------------- | --------------------------------- | ----------- | ---------------- |
| Pervenche Berès      | Présidente                        | France      | S&D              |
| Elizabeth Lynne      | Vice-présidente                   | Royaume-Uni | ADLE             |
| Ilda Figueiredo      | Vice-présidente                   | Portugal    | GUE/NLG          |
| Elisabeth Schroedter | Vice-présidente                   | Allemagne   | Verts/ALE        |
| Thomas Mann          | Vice-président                    | Allemagne   | PPE              |

### Législature 2014-2019
| Nom             | Position au sein de la commission | Pays      | Groupe politique |
| --------------- | --------------------------------- | --------- | ---------------- |
| Thomas Händel   | Président                         | Allemagne | GUE/NLG          |
| Marita Ulvskog  | Vice-présidente                   | Suède     | S&D              |
| Claude Rolin    | Vice-président                    | Belgique  | PPE              |
| Renate Weber    | Vice-présidente                   | Roumanie  | ADLE             |
| Agnes Jongerius | Vice-présidente                   | Pays-Bas  | S&D              |

### Législature 2019-2024
| Nom                      | Position au sein de la commission | Pays               | Groupe politique |
| ------------------------ | --------------------------------- | ------------------ | ---------------- |
| Lucia Ďuriš Nicholsonová | Présidente                        | Slovaquie          | RE               |
| Vilija Blinkevičiūtė     | Vice-présidente                   | Lituanie           | S&D              |
| Sandra Pereira           | Vice-présidente                   | Portugal           | GUE/NGL          |
| Tomáš Zdechovský         | Vice-président                    | République tchèque | PPE              |
| Katrin Langensiepen      | Vice-présidente                   | Allemagne          | Verts/ALE        |